# My Way (film)
My Way (kor.: 마이 웨이, MOCT: Mai wei) – południowokoreański dramat wojenny z 2011 roku w reżyserii Kanga Je-gyu.
Film zarobił 67 330 dolarów w Stanach Zjednoczonych. W 2013 roku, podczas 43. edycji Academy of Science Fiction, Fantasy & Horror Films, film był nominowany do nagrody Saturna w kategorii Best International Film.

## Fabuła
Film jest zainspirowany prawdziwą historią Koreańczyka Yang Kyoungjonga, który w czasie II wojny światowej służył w Armii Kwantuńskiej, Armii Czerwonej i w Wehrmachcie.

## Obsada
Źródło: Filmweb

- Jang Dong-gun – Kim Jun-shik
- Joe Odagiri – Tatsuo
- Fan Bingbing – Shirai
- Kim In-kwon – Lee Jong-dae
- Kim Hee-won
- Lee Yeon-hee – Eun-Soo
- Han Seung-hyeon
- Wi Ji-woong

## Produkcja
Zdjęcia plenerowe kręcono w Rydze.